# Marika Kallamata
Marika Kallamata (ur. 17 listopada 1930 w Fierze, zm. 22 grudnia 2019 w Tiranie) – albańska aktorka.

## Życiorys
W latach 1947–1950 pracowała jako przedszkolanka, a jednocześnie w domu kultury w Fierze kierowała dziecięcym zespołem baletowym. W 1950 ukończyła naukę w liceum artystycznym Jordan Misja w Tiranie. Od 1952 pracowała w Teatrze Ludowym (później przemianowanym na Teatr Narodowy) w Tiranie. Na tej scenie zagrała ponad 60 ról. W 1985 przeszła na emeryturę, ale nadal występowała sporadycznie na scenie narodowej.
Na dużym ekranie zadebiutowała w roku 1957. Zagrała w 25 filmach fabularnych, w większości były to role epizodyczne.
W 1982 została odznaczona Orderem Naima Frashëriego. Za swoją działalność artystyczną została uhonorowana tytułem Zasłużonego Artysty (alb. Artist i Merituar).

## Role filmowe
- 1957: Femijet e saj jako kobieta ze wsi
- 1969: Njesiti gueril jako matka Gjergjego
- 1972: Kapedani jako urzędniczka
- 1972: Ndergjegja jako matka chorego chłopca
- 1976: Dimri i fundit
- 1978: Dollia e dasmes sime jako Xhiko
- 1978: Kur hidheshin themelet jako Havaja
- 1978: Në pyjet me borë ka jetë jako kucharka
- 1978: Nga mesi i errësirës jako Hajria
- 1978: Vajzat me kordele te kuqe jako Xhemilja
- 1979: Ne vinim nga lufta jako Maxhide
- 1979: Ne shtepine tone jako żona Vasila
- 1979: Radiostacioni jako Fallxhorja
- 1983: Apasionata jako ciotka Artura
- 1984: Enderr per nje karrige jako Ishja
- 1984: Nxenesit e klases sime jako matka Nory
- 1986: Fillim i veshtire jako matka Zany
- 1986: Fjale pa fund jako matka Madaleny
- 1986: Gabimi jako babka
- 1986: Kur hapen dyert e jetës jako matka Bardhyla
- 1987: Një vit i gjatë jako sanitariuszka
- 2000: Një baba tepër jako Filomena
- 2003: Yllka jako babka Goniego

Źródło.